# آلتونا نورث (ویکتوریا)
آلتونا نورث (به انگلیسی: Altona North) یک حومه شهر در استرالیا است که در ویکتوریا (استرالیا) واقع شده‌است.